# Глеб Ростиславич (князь смоленский)
Глеб Ростиславич — (ум. 1278), князь Смоленский (после 1240—1278). Сын Ростислава Мстиславича.

## Биография
О Глебе известно не очень много. Смоленское княжество он получил вероятно после случившейся в 1249 году смерти князя Всеволода Мстиславича.
В 1270 году Глеб вместе с великим князем владимирским Ярославом Ярославичем ходил на Новгород Великий.
В 1274 году хан Золотой Орды Менгу-Тимур организовал поход против Литвы через Смоленское княжество, с чем историки связывают распространение на него власти Орды. Глеб принял участие в походе, дошёл до Новгородка-Литовского, откуда, по приказу татар, пошел на галицкого князя Льва Даниловича. В 1275 году одновременно со второй переписью в Северо-Восточной Руси была проведена первая перепись в Смоленском княжестве.
Глеб умер в 1278 году, ему наследовал младший брат Михаил.

## Семья и дети
Жена — неизвестна. По предположению Горского А. А., ей могла быть дочь Романа Михайловича брянского, что дало смоленским князьям после пострижения Олега Романовича брянского в монахи претендовать на брянский престол.
Дети:
- Александр Глебович (ум. 1313), князь Мстиславский ? — 1281, князь Смоленский с 1281.
- Роман Глебович (ум. после 1301) — князь Новгородский в 1293, князь Мстиславский с 1281.
- Святослав Глебович (уб. 1310) — князь Можайский ? — 1303, князь Брянский с 1303.
- (?) Всеволод Глебович (ум. после 1314)[5]
- дочь? — по версии Безроднова В.С. замужем за Александром, отцом Василия брянского[6].